# (1309) Hyperborée
(1309) Hyperborée (internationalement (1309) Hyperborea) est un astéroïde de la ceinture principale extérieure découvert le 11 octobre 1931 par l'astronome russe Grigori Néouïmine.

## Historique
L'astéroïde a été découvert par l'astronome russe Grigori Néouïmine le 11 octobre 1931 à Simeis (094).
Sa désignation provisoire était 1931 TO.